# Rossebändiger
Die Rossebändiger oder Pferdebändiger sind ein bildhauerisches Motiv, bei dem ein Mensch ein sich aufbäumendes oder wildes Pferd zu bändigen versucht. Bereits in der Skulptur und Plastik der Antike diente es als Sinnbild für die Beherrschung der Natur durch den Menschen.
Beispiele aus der römischen Kaiserzeit sind die Dioskuren auf dem Kapitolsplatz und der Dioskurenbrunnen auf dem Quirinalsplatz in Rom.
In der Monumentalplastik des Klassizismus (Kunst), Barocks und des Historismus (Kunst) finden sich zahlreiche Beispiele:
- um 1660–1711 Bernhard Michael Mandl, Rossebändiger vor der Marstallschwemme, Salzburg
- 1743–1745 Guillaume Coustou der Ältere, Pferde von Marly (Originale im Louvre, Kopien am Beginn der Champs-Élysées), Paris
- um 1746 Friedrich Christian Glume, Pferdebändiger, Marstall, Potsdam
- 1767 Johann August Nahl, Karlsaue, Kassel
- 1842 Peter Clodt von Jürgensburg, Rossebändiger, Geschenk des Zaren Nikolaus I. für König Friedrich Wilhelm IV., 1846 auf der Lustgartenterrasse des Berliner Schlosses aufgestellt, 1950 in den Kleistpark versetzt
  - 1843 Wiederholung Rossbändiger für die Anitschkow-Brücke in St. Petersburg, 1850 aufgestellt
  - 1846 Wiederholung Rossbändiger für den Palazzo Reale in Neapel
- 1844–47 Ludwig von Hofer, Rossebändiger, Unterer Schlossgarten, Stuttgart
- 1876 Christian Genschow, Rossebändiger, Schlossbrücke, Schwerin
- Christian Genschow, Rossebändiger, Schloss Basthorst
- 1882/1898–1901 Josef Lax, Vier Rossebändiger, Parlamentsgebäude, Wien
- 1892/93 Theodor Friedl, Rossebändiger, Maria-Theresien-Platz, Wien
- 1896–1901 Otto Lessing, sechs Figurengruppen von Rossebändigern (nur noch zwei erhalten), Neuer Marstall, Berlin
- 1931 Hermann Hahn, Rossebändiger. Skulpturenpark Pinakothek, München
- 1934 Joseph Wackerle, Rossebändiger-Brunnen vor dem Ernst-Sachs-Bad (heute Kunsthalle Schweinfurt) in Schweinfurt
- 1937 Edwin Scharff, Rossebändiger für die Reichsausstellung Schaffendes Volk in Düsseldorf, heute Nordpark Düsseldorf
- 1938 Joseph Wackerle, Rossebändiger vor dem Portal des Kommandogebäudes des IX. Armeekorps (heute Bundessozialgericht) in Kassel
- 1959 Helmuth Schepp, Rossebändiger, Wettbewerbsentwurf (Gipsmodell) für die Gestaltung einer Plastik vor dem Großen Hörsaalgebäude der RWTH Aachen, Ecke Turmstraße/Wüllnerstraße, Aachen

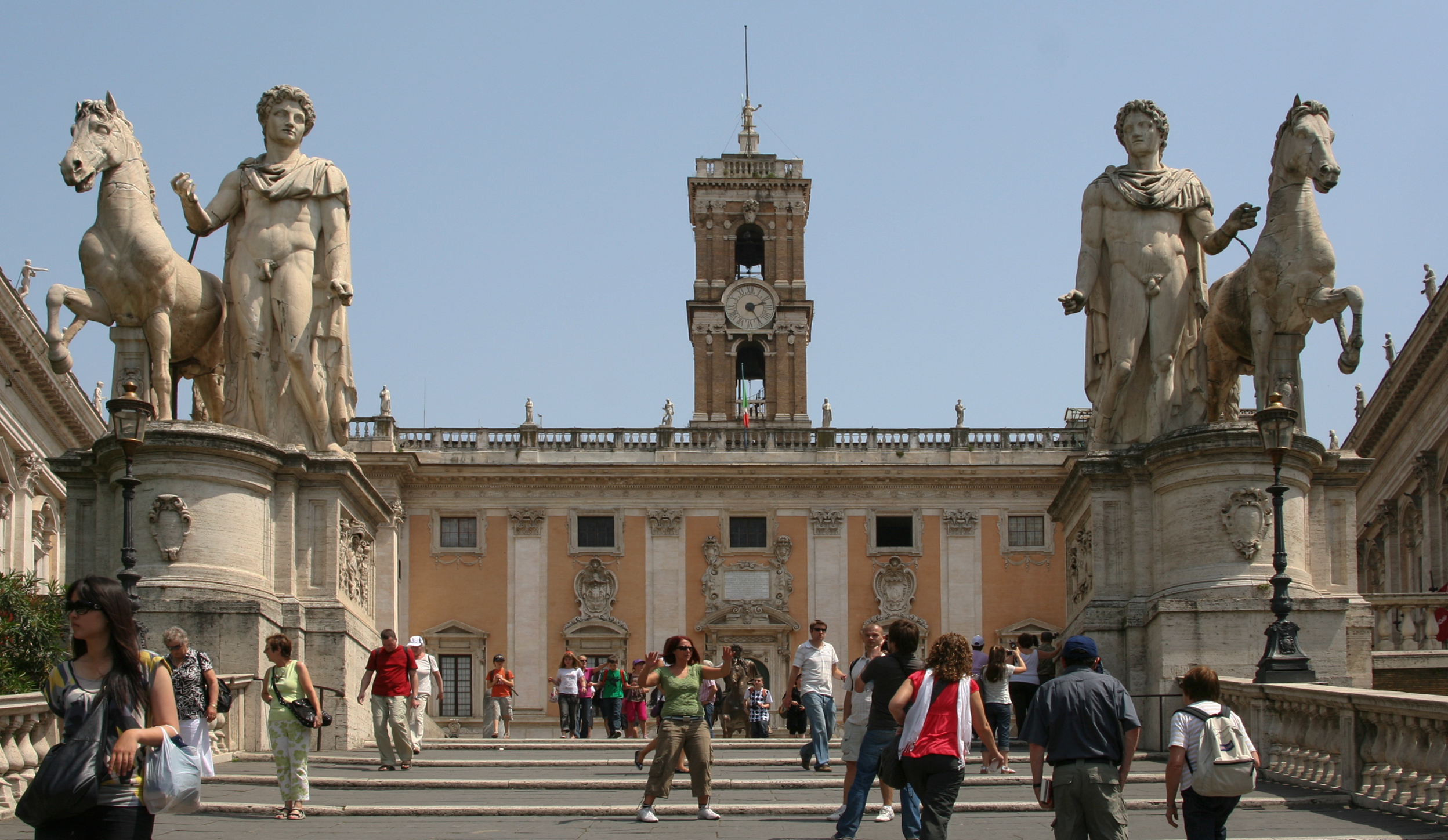
Dioskuren auf dem Kapitol, Rom
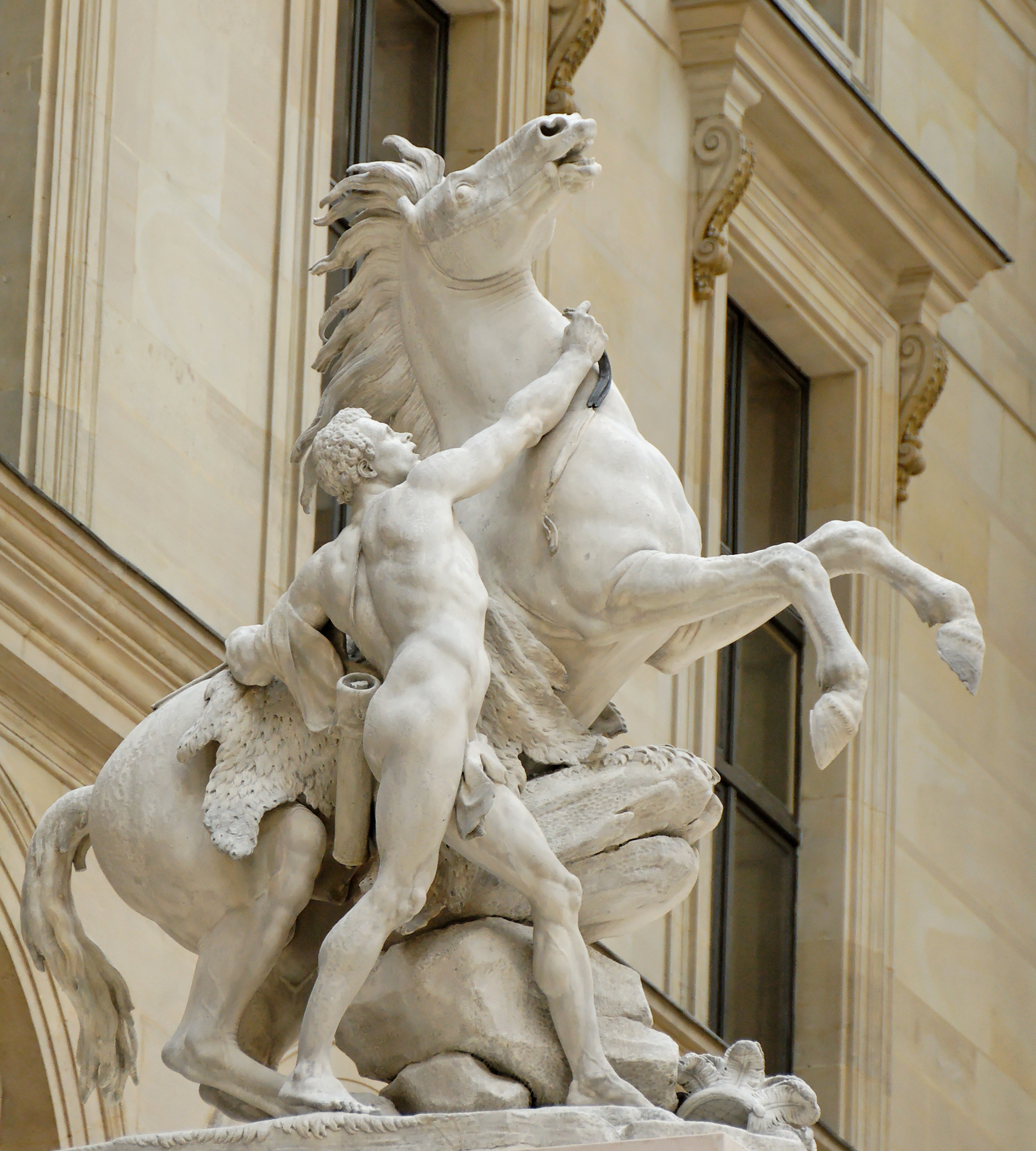
Pferde von Marly im Louvre, Paris
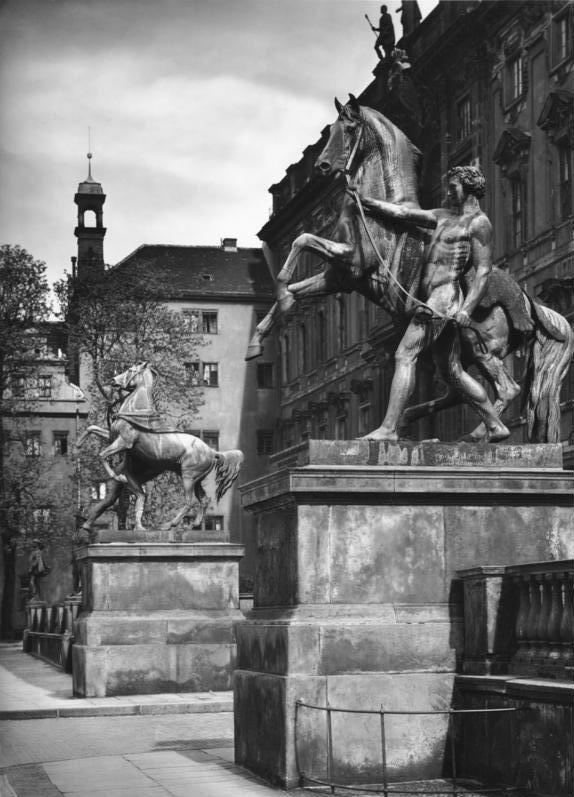
Rossebändiger am Schloss, Berlin